# Magnifica ossessione
Magnifica ossessione è un film del 1954 diretto da Douglas Sirk.
Il film, tratto dall'omonimo romanzo del pastore luterano Lloyd C. Douglas pubblicato nel 1929, è un remake del film Magnificent Obsession (Al di là delle tenebre, 1935) di John M. Stahl.

## Trama
Bob Merrick, erede nullafacente di una ricchissima famiglia, ha interrotto gli studi di medicina per inseguire record sportivi e conquistare donne. In una delle sue sfrenate corse sulle acque di un lago con il suo velocissimo motoscafo, rimane vittima di un incidente che poteva evitare, se solo non avesse cercato di fare il gradasso. Il personale medico, per salvarlo, gli procura il respiratore di un malato di cuore, il dottor Phillips. Phillips, chirurgo generoso e amato da tutti, si sente male proprio al momento in cui il respiratore è altrove e muore, mentre il giovane baldanzoso riesce a salvarsi.
Merrick è ricoverato proprio nella clinica fondata dal dottor Phillips, ma si comporta con arroganza nei confronti del personale. Fugge di nascosto prima della dimissione facendo l'autostop, ma, debole e barcollante, viene caricato in auto proprio dalla vedova del defunto. Entrambi sono ignari l'uno dell'altra; all'inizio Bob corteggia la signora sfacciatamente, fino a irritarla, ma infine la signora apprende che è stato proprio lui a causare, senza volerlo, la morte di suo marito. Per Bob conoscere le sue, pur involontarie, mortali responsabilità è un colpo: viene colto da un malore e riaccompagnato in clinica proprio dalla vedova.
Uscito dalla clinica, Bob insiste nel corteggiare la vedova, questa volta perché ne è ammirato: ma ella, indignata, lo respinge più volte, tanto che un giorno, per allontanarsi in fretta da lui, viene investita da un'automobile, diventando cieca in seguito al colpo. Bob intanto ha scoperto che il dottor Phillips seguiva un ideale di filantropia d'ispirazione cristiana, che consiste nel rendersi utile al prossimo in modo anonimo, senza volere nulla in cambio. Attratto dal fatto che la sua vita possa davvero accendersi, viene conquistato da questa "magnifica ossessione" e inizia a occuparsi, senza voler essere riconosciuto, della donna che ha reso prima vedova e poi cieca.
Bob è trasformato dall'amore che sorge in lui e vive un cambiamento radicale; decide inoltre di riprendere gli studi che aveva interrotto, volendo fare tutto il possibile perché Helen, ormai la sua amata, riacquisti la vista. Bob organizza in Europa una visita specialistica per Helen, ma purtroppo senza esito positivo, perché sembra che non vi sia modo di tornare a vedere. Helen cade nello sconforto, ma ritrova la speranza quando Bob la raggiunge per farle una sorpresa. Bob dichiara la sua identità e chiede la mano di Helen, la quale confessa di avere intuito chi egli fosse, ma è così colpita e preoccupata per il futuro del matrimonio che fugge via di nascosto, senza farsi più rintracciare.
Passa il tempo: Bob prosegue con successo la sua attività di medico, partecipando in modo anonimo all'ingrandimento dell'ospedale, ma senza più avere notizie di Helen. Un giorno viene a sapere che Helen si trova in New Mexico, in una piccola clinica, e che versa in pessime condizioni. Bob si reca immediatamente da lei e, dopo averne vinto alcune titubanze, la opera d'urgenza. L'operazione riesce: al risveglio Helen ricambia l'amore per Bob e ritrova grazie a lui la gioia di vivere. Nei suoi occhi però c'è un bagliore di luce, segno che assieme alla speranza dell'amore c'è la speranza di ritrovare la vista.

## Critica
Morando Morandini, nel suo Dizionario dei film, ha scritto: «Attori, messinscena, fotografia impeccabili».